# Mistaken Identity (album Delta Goodrem)
Mistaken Identity è il secondo album della cantante australiana Delta Goodrem, pubblicato l'8 novembre 2004, un giorno prima del ventesimo compleanno della Goodrem, dalle etichette discografiche Epic e Daylight. La Goodrem ha composto la maggior parte dei brani con Guy Chambers, che ha anche prodotto l'album con Richard Flack e Steve Power. Mistaken Identity ha debuttato al numero uno della classifica ARIA Charts, ma i risultati delle sue vendite non sono stati come quelli dell'album precedente Innocent Eyes, che ha venduto 4.5 milioni di copie in tutto il mondo. Dall'album sono stati estratti cinque singoli: Out of the Blue, Mistaken Identity, Almost Here (con il cantante irlandese Brian McFadden), A Little Too Late e Be Strong.

## Singoli
- Out of the Blue - Primo singolo dell'album, pubblicato l'8 ottobre 2004.
- Mistaken Identity - Secondo singolo pubblicato il 14 gennaio 2005.
- Almost Here - Terzo singolo dell'album, pubblicato il 31 gennaio 2005.
- A Little Too Late - Quarto singolo dell'album, pubblicato il 27 maggio 2005.
- Be Strong - Quinto ed ultimo singolo dell'album, pubblicato il 16 ottobre 2005.

## Tracce
1. Out of the Blue – 4:25 (Delta Goodrem, Guy Chambers)
2. The Analyst – 3:36 (Delta Goodrem, Guy Chambers, Cathy Dennis)
3. Mistaken Identity – 4:01 (Delta Goodrem, Billy Mann)
4. Extraordinary Day – 4:16 (Delta Goodrem, Vince Pizzinga)
5. A Little Too Late – 3:30 (Delta Goodrem, Gary Barlow, Elliot Kennedy)
6. Be Strong – 4:03 (Delta Goodrem, Bridget Benenate, Matthew Gerrard)
7. Electric Storm – 4:12 (Delta Goodrem, Guy Chambers, Cathy Dennis)
8. Almost Here – 3:48 (Paul Barry, Brian McFadden, Mark Taylor) – (con Brian McFadden)
9. Miscommunication – 3:37 (Delta Goodrem, Guy Chambers)
10. Sanctuary – 3:50 (Delta Goodrem, Guy Chambers, Cathy Dennis)
11. Last Night on Earth – 4:10 (Delta Goodrem, Billy Mann, Chris Rojas)
12. Fragile – 3:39 (Delta Goodrem, Adrian Hannan, Barbara Hannan)
13. Disorientated – 4:16 (Delta Goodrem, Vince Pizzinga)
14. You Are My Rock – 3:25 (Delta Goodrem, Guy Chambers)
15. Nobody Listened – 4:18 (Delta Goodrem, Vince Pizzinga) – hidden track

Durata totale: 59:06